# NGC 1818
NGC 1818 (другое обозначение — ESO 85-SC40) — молодое шаровое звёздное скопление в созвездии Золотой Рыбы, расположенное в Большом Магеллановом Облаке (БМО), соседней карликовой галактике. Расстояние до него составляет около 163 тысяч световых лет. Этот объект входит в число перечисленных в оригинальной редакции «Нового общего каталога».

## Характеристики
NGC 1818 — молодое скопление возрастом приблизительно 20—40 миллионов лет. Его масса составляет 3×104 M⊙. Оно расположено в северо-западной части Большого Магелланова Облака на расстоянии около 3,2 тысяч парсек от центра. В его составе присутствуют пять молодых красных сверхгигантов, а также множество Be-звёзд.